# Arba'ah Turim
Arba'ah Turim in ebraico אַרְבָּעָה טוּרִים ‎?, spesso chiamato semplicemente Tur, è un importante Codice halakhico, composto da Yaakov ben Asher (Colonia, 1270 - Toledo c.1340, chiamato anche "Ba'al ha-Turim", "Autore del Tur"). La struttura in quattro parti del Tur e le sue divisioni in capitoli (simanim) furono adottate dal successivo codice Shulchan Arukh.

## Disposizione e contenuti
Come implica il suo nome, Arba'ah Turim, comprende quattro divisioni ("Turim"), le quali vengono ulteriormente suddivise per temi e sezioni (siman, plur. simanim).
Le quattro Turim sono:
- Orach Chayim - leggi di preghiera e sinagoga, Shabbat, Festività ebraiche
- Yoreh De'ah - leggi ritualistiche varie, come la shechita (macellazione rituale) e la kashrut
- Even Ha'ezer - leggi su matrimonio e divorzio
- Choshen Mishpat - leggi sulle finanze, responsabilità finanziarie, danni (personali e finanziari) e procedure legali

Nell'Arba'ah Turim Rabbi Jacob traccia la legge pratica ebraica dalla Torah ed i dicta del Talmud fino ai Rishonim. Usa il codice di Rabbi Isaac Alfasi come punto di partenza; queste opinioni vengono poi confrontate con quelle di Maimonide e quelle delle tradizioni ashkenazite contenute nella letteratura tosafista.  Al contrario della Mishneh Torah di Maimonide, il Tur non si limita a posizioni normative ma confronta le varie opinioni su ogni punto controverso. Arba'ah Turim differisce dalla Mishneh Torah anche per il fatto che tratta solo di argomentazioni della Legge ebraica che si applicano alla Diaspora.